# موتو تاتسوهارا
موتو تاتسوهارا (立 原 元 夫) ولد 14 يناير 1913 هو لاعب كرة قدم ياباني، شارك في دورة الألعاب الاولمبية الصيفية عام 1936 في برلين.

## روابط خارجية
1. ↑  "معلومات عن موتو تاتسوهارا على موقع static.fifa.com". static.fifa.com. مؤرشف من الأصل في 2019-06-02.
2. ↑  "معلومات عن موتو تاتسوهارا على موقع national-football-teams.com". national-football-teams.com. مؤرشف من الأصل في 2020-03-14.
3. ↑  "معلومات عن موتو تاتسوهارا على موقع sports-reference.com". sports-reference.com. مؤرشف من الأصل في 2017-08-31.

- موتو تاتسوهارا على موقع الاتحاد الدولي (مؤرشف)  (الإنجليزية)
- موتو تاتسوهارا على موقع ناشيونال فوتبول تيمز (الإنجليزية)
- موتو تاتسوهارا على موقع عالم كرة القدم.نت (الإنجليزية)
- موتو تاتسوهارا على موقع أوليمبيديا (الإنجليزية)